# جیمز ام. تونل
جیمز ام. تونل (به انگلیسی: James M. Tunnell) سناتور سابق عضو حزب دموکرات ایالات متحده آمریکا بود. وی در سال ۱۹۴۱ تا ۱۹۴۷ میلادی سناتور ایالت دلاویر در سنای ایالات متحده آمریکا بود.